# Maksym Kulon
Maksym Kulon (ur. 23 stycznia 1993 we Wrocławiu) – polski koszykarz grający na pozycji rzucającego obrońcy lub niskiego skrzydłowego, obecnie zawodnik I-ligowego FutureNet Śląska Wrocław.
Karierę rozpoczynał jako zawodnik Śląska Wrocław.

## Życiorys
Kulon jest wychowankiem Śląska Wrocław. W klubie tym występuje nieprzerwanie od czasu gry w kategoriach juniorskich, w których zdobywał medale mistrzostw Polski. W rozgrywkach seniorskich zadebiutował w 2010 roku. Z klubem tym wywalczył awans najpierw do I ligi, a następnie do Polskiej Ligi Koszykówki, a także zwyciężył w rozgrywkach Pucharu PZKosz.
Przez pierwsze 3 sezony (2009/2010, 2010/2011 i 2011/2012) ze Śląskiem występował w II lidze, gdzie rozegrał 26 meczów ligowych, zdobywając w sumie 17 punktów (średnio po 0,6 na mecz). Kolejny sezon (2012/2013) spędził w I lidze, gdzie w 16 spotkaniach zdobywał przeciętnie po 0,8 punktu na mecz. Od sezonu 2013/2014 wraz ze Śląskiem gra w Polskiej Lidze Koszykówki. W PLK zadebiutował w styczniu 2014 roku w meczu z Siarką Tarnobrzeg, w którym zdobył 3 punkty. W debiutanckim sezonie rozegrał 7 meczów ligowych, zdobywając w sumie 9 punktów (średnio po 1,3 na mecz). Tyle samo razy (7) wystąpił w kolejnych (2014/2015) rozgrywkach, w których zdobył łącznie 5 punktów (przeciętnie po 0,7 na mecz). W najwyższej klasie rozgrywkowej w barwach Śląska grał także w sezonie 2015/2016, gdy wystąpił w 14 spotkaniach (w tym dwukrotnie w „pierwszej piątce”), zdobywając łącznie 7 punktów (średnio 0,5 na mecz).
Oprócz gry w pierwszym zespole Śląska Kulon występuje także w rezerwach tego klubu – na centralnym szczeblu rozgrywkowym w ich barwach wystąpił w 19 meczach II ligi w sezonie 2013/2014, zdobywając średnio po 11,4 punktu, 6,6 zbiórki i 2,8 asysty na mecz i 18 spotkaniach II ligi w sezonie 2014/2015, zdobywając przeciętnie po 10,8 punktu, 5,8 zbiórki i 3,4 asysty na mecz. W sezonie 2014/2015 wraz z rezerwami Śląska grał w I lidze, gdzie wystąpił w 27 meczach, zdobywając średnio po 6,9 punktu i 3,9 zbiórki.
Jego starszy brat – Norbert również jest koszykarzem.
26 września 2018 dołączył do I-ligowego FutureNet Śląska Wrocław.

## Osiągnięcia
- Awans :
  - ze Śląskiem Wrocław do:
    - PLK (2013)
    - I ligi (2012)

  - I ligi ze Exact Systems Śląskiem Wrocław (2015)
- Uczestnik rozgrywek FIBA Europe Cup (2015/16)[9]